# Фёдоров-Давыдов, Алексей Александрович
Алексе́й Алекса́ндрович Фёдоров-Давы́дов (5 (18) марта 1900, Москва — 6 июля 1969, Москва; по другим данным, село Видное, Московская область, СССР) — советский искусствовед, автор многих книг по истории русского и советского искусства, член-корреспондент Академии художеств СССР (1958), заслуженный деятель искусств РСФСР (1960).

## Биография
Алексей Фёдоров-Давыдов родился 5 (18) марта 1900 года в Москве, в семье известного детского писателя и просветителя Александра Александровича Фёдорова-Давыдова (1875—1936).
С 1919 года по 1923 год Алексей Фёдоров-Давыдов обучался в Казанском университете. С 1927 года по 1931 год он преподавал в Московском государственном университете.
С 1929 года по 1934 год Алексей Фёдоров-Давыдов работал в Государственной Третьяковской галерее на должности заведующего отделом нового русского искусства. Начав работу в 1929 году, он сменил на должности заведующего отделом Абрама Эфроса. В 1931 году отдел искусства второй половины XIX века, которым руководил Фёдоров-Давыдов, был преобразован в «Группу искусства эпохи капитализма», которая разработала «новую историческую концепцию экспозиции с привлечением историков-марксистов в контексте марксистско-ленинской истории русского искусства». В 1933—1934 годах некоторые концепции «вульгарно-социологического подхода к искусству» подверглись критике, и в апреле 1934 года Фёдоров-Давыдов был вынужден прекратить свою работу в Третьяковской галерее.
С 1934 года по 1944 год он преподавал в Московском текстильном институте, с 1935 года — профессор. Также с 1934 года по 1937 год работал заведующим научно-исследовательским сектором ВГИКа, а в 1943—1944 годах был профессором ВГИКа.
С 1944 года Алексей Фёдоров-Давыдов продолжил преподавание в Московском государственном университете, где с 1948 года стал заведующим кафедрой истории русского искусства (до 1944 года этой кафедрой руководил Михаил Алпатов, а с 1944 по 1947 год — Игорь Грабарь). В 1950 году, во многом благодаря усилиям Фёдорова-Давыдова, искусствоведческое отделение было переведено с филологического на исторический факультет МГУ. С 1960 года кафедра, которой заведовал Алексей Фёдоров-Давыдов, стала называться кафедрой истории русского и советского искусства.
С 1948 года по 1956 год Алексей Фёдоров-Давыдов также был заведующим кафедрой в Академии общественных наук при ЦК КПСС. Член КПСС с 1946 года.
Похоронен в Москве на Введенском кладбище (5-й участок).
Сын — Герман Фёдоров-Давыдов (1931—2000) — был известным историком и археологом, профессором МГУ.

## Сочинения А. А. Фёдорова-Давыдова
- Русское искусство промышленного капитализма. — М., 1929
- Реализм в русской живописи XIX века. — М., 1933
- Советский художественный музей. — М., 1933
- В. Г. Перов. — М., Государственное издательство изобразительных искусств, 1934
- Левитан. — М.—Л., Искусство, 1938, 30 с.
- Алексей Кондратьевич Саврасов. 1830—1897. Жизнь и творчество. — М., Издательство Академии художеств СССР, 1950, 80 с.
- И. Шишкин. — М., Издательство Третьяковской галереи, 1952
- Архитектура Москвы после войны 1812 года. — М., Государственное издательство литературы по строительству и архитектуре, 1953, 52 с.
- Русский пейзаж XVIII — начала XIX века. — М., 1953
- Фёдор Яковлевич Алексеев. — М., Искусство, 1955, 168 с.
- Ф. А. Васильев (1850—1873). — М., 1955
- Советский пейзаж. — М., 1958
- Аркадий Александрович Рылов. — М., Советский художник, 1959, 218 с.
- И. И. Левитан. Жизнь и творчество (в двух томах). — М., Искусство, 1966, 644 с.
- Русский пейзаж конца XIX — начала XX века. — М., 1974
- Русское и советское искусство. Статьи и очерки. — М., Искусство, 1975, 740 с.
- Русский пейзаж XVIII — начала XX века. — М., Советский художник, 1986, 304 с.
- Илья Ефимович Репин. — М., Искусство, 1989 (2-е изд.), 216 с., ISBN 5-210-00014-1